# 남자는 괴로워 43
남자는 괴로워 43(男はつらいよ 寅次郞の休日: Tora-san Takes A Vacation)은 일본에서 제작된 야마다 요지 감독의 1990년 코미디 영화이다. 아츠미 키요시 등이 주연으로 출연하였다.

## 출연

### 주연
- 아츠미 키요시
- 바이쇼 치에코

### 조연
- 고토 쿠미코
- 요시오카 히데타카
- 나츠키 마리
- 테라오 아키라
- 미야자키 요시코
- 마에다 긴
- 시모조 마사미
- 미사키 치에코
- 다자이 히사오
- 류 치슈
- 타나카 세츠코